# Aspetti economici e ambientali delle auto elettriche
Gli aspetti economici e ambientali delle auto elettriche sono di complessa analisi, in quanto riguardano aspetti tecnologici, commerciali, politici e ambientali che in alcuni casi sono concatenati con altri aspetti commerciali, tecnici e di filiera.

## Efficienza energetica
Energeticamente le auto elettriche dimostrano un'elevata efficienza energetica, più nel dettaglio:

### Efficienza delle ricariche
Durante le ricariche si verificano perdite energetiche, dovute sia per la resistenza nella catena di ricarica, sia di dispersioni energetiche dovute principalmente ai raddrizzatori di corrente, necessari per il passaggio da corrente alternata (della rete elettrica) a corrente continua (della stazione di ricarica o della batteria), si è notato come questa transazione ha una dispersione che sfiora il 10%.

Altri test hanno invece rilevato una perdita che arriva al 20%, quindi un rendimento dell'80%, soprattutto per le colonnine di ricarica rapida, mentre i sistemi a ricarica più lenta hanno un rendimento maggiore, altro fattore che inficia il rendimento è il livello di ricarica raggiunto, infatti ricaricare la batteria oltre l'80% porta a perdite energetiche maggiori.

### Efficienza dei motori elettrici
I motori elettrici hanno una maggiore efficienza energetica rispetto a tutti i motori a combustione interna.
Il rendimento massimo motori a combustione è limitato dal teorema di Carnot, il motore a benzina (ciclo Otto) e il motore a gasolio (ciclo Diesel) hanno un'efficienza energetica variabile tra il 25% e 45% (diesel con maggiore rendimento e rendimento crescente al crescere della potenza del motore).
Un motore elettrico a seconda della tipologia e della sua potenza ha un rendimento differente, sono in uso motori elettrici a induzione trifase in corrente alternata o motori in corrente continua del tipo brushless trifase (quest'ultimo ha sostituito i precedenti motori a spazzole), in base anche al tipo di applicazione, in quanto hanno caratteristiche meccaniche e ingombri differenti, il brushless ha un rendimento (motore e inverter) generalmente compreso tra 0,77 e 0,93 a seconda della situazione operativa, mentre l'induttivo ha un rendimento di picco tendenzialmente minore, ma più costante a tutte le condizioni operative.
Inoltre anche il dimensionamento del motore influisce sull'efficienza del mezzo, in quanto uno motore più potente può si avere un'efficienza di picco superiore, ma potrebbe essere eccessivo per l'utilizzo tipico, e di conseguenza la finestra d'utilizzo cade in una zona meno favorevole rispetto ad un motore più piccolo, che riesce a mantenere un rendimento più costante e decisamente più favorevole in condizione di velocità costante, che poi è la condizione più comune nell'uso civile.
Per migliorare l'efficienza del motore si può anche utilizzare il cambio, soprattutto quando il motore non ha una connessione diretta con le ruote o il differenziale, infatti l'interposizione di un sistema di riduzione a rapporto fisso ha un'efficienza del tutto paragonabile ad un cambio, ma senza il vantaggio di modificare il rapporto di trasmissione, per questo alcuni veicoli elettrici hanno iniziato ad adottare il cambio, anche se limitato a sole due marce e del tipo automatico, come nel caso della Porsche Taycan, l'altra è l'Audi e-tron GT, questo fatto ha spinto anche l'ingegnerizzazione di soluzioni appositamente studiata per i veicoli elettrici.

### Efficienza della propulsione elettrica
Per rendere equo e corretto il paragone tra i due tipi di propulsione energetica occorre però considerare l'intero ciclo di produzione e utilizzo dell'energia in gioco visto che l'energia elettrica è una fonte di energia secondaria ottenuta prevalentemente a partire da fonti fossili. Qualora l'unica fonte di produzione fosse quest'ultima, la media del rendimento di picco pari a 0,9 del motore elettrico andrebbe scalato di un fattore di circa 0,6 dovuto all'efficienza di conversione dall'energia contenuta nella fonte primaria (gli idrocarburi) in energia elettrica considerando le centrali elettriche più efficienti, ovvero quelle a ciclo combinato; si ottiene così un valore di efficienza totale nel ciclo di produzione/utilizzazione elettrico pari a circa 0,5, che va ulteriormente scalato di un fattore dovuto alle perdite di efficienza nel trasporto dell'elettricità lungo la rete elettrica di trasmissione e distribuzione e di un fattore di efficienza di accumulo dell'energia elettrica nelle batterie di ricarica. Le perdite per la trasmissione e la distribuzione negli Stati Uniti sono stimati del 6,6% nel 1997 e del 6,5% in 2007.
Questi valori sono però da considerare anche per i veicoli a combustione interna, dato che la raffinazione e il trasporto su gomma dei carburanti o combustibili incide sia per la produzione di energia elettrica che per i veicoli con motori a combustione, andando ad incidere negativamente su entrambi i mezzi, anche se tendenzialmente di più per i mezzi a combustione interna.
Per quanto riguarda la raffinazione dei carburanti quali benzina e gasolio andrebbe anche considerata l'energia spesa nella raffinazione e nel trasporto (che spesso avviene su gomma, comportando un ulteriore consumo di energia a bassa efficienza) del carburante utilizzato.
Se si considerasse il sistema globale, includendo l'efficienza energetica del processo di produzione e della distribuzione al punto di rifornimento, il calcolo risulterebbe complesso a causa della grande diversità delle fonti prime, inoltre tale conteggio andrebbe non solo a ripercuotersi per i soli veicoli con motore termico, ma anche per i veicoli elettrici, in quanto parte della corrente viene generata tramite questi carburanti.
Secondo l'Eurostat, in Italia nel 2015 il 33,46% della produzione dell'energia elettrica avveniva a partire da fonti rinnovabili. Qualora invece si considerassero gli idrocarburi come unica fonte primaria per la produzione di energia elettrica, l'efficienza complessiva della propulsione elettrica sarebbe, a seconda delle fonti, dal 15% (0,15) al 30% (0,3).

### Altri fattori che influiscono sull'efficienza
La resistenza aerodinamica (Cx) ha una grande importanza nel determinare l'efficienza energetica, particolarmente alle alte velocità già partendo dai 40 km/h e le vetture elettriche, necessitando di un minor raffreddamento, hanno pertanto feritoie sulla carrozzeria di minor o nullo impatto aerodinamico con l'aria.
Bisogna inoltre tenere conto del fatto che il motore elettrico è dotato di prestazioni superiori alle velocità variabili, condizione di utilizzo tipica di qualunque veicolo, e non consuma nei casi di fermo/stop; inoltre i sistemi di recupero dell'energia cinetica dissipata in frenata tipo KERS consentono di recuperare mediamente un quinto dell'energia altrimenti dissipata. Nelle stesse condizioni d'uso i veicoli a combustione perdono significativamente in efficienza nelle frequenti fasi di accelerazione e nelle soste a motore acceso.
Le vetture elettriche consumano tipicamente da 0,15 a 0,25 kWh/km. Una vettura con motore a combustione interna consuma invece più di 0,5 kWh/km.

## Costi
Il costo principale del possesso dei veicoli elettrici dipende principalmente dal costo delle batterie, il tipo e la capacità sono fondamentali nel determinare molti fattori come l'autonomia di viaggio, la velocità massima, il tempo di vita utile della batteria e il tempo di ricarica; esistono alcuni svantaggi e vantaggi dei vari tipi, probabilmente non esiste un tipo ideale per chiunque, ma alcuni sono più adatti per alcuni utilizzi.

### Batteria
Il costo delle batterie è molto variabile in base alla tecnologia usata e alle prestazioni offerte, da qualche migliaia di euro fino a superare il 50% del costo totale del veicolo, rendendo molto più oneroso l'acquisto di auto elettriche rispetto a veicoli alimentati a combustibili fossili. Il costo delle batterie è comunque destinato a scendere in modo significativo con lo sviluppo della ricerca e con la produzione in serie. D'altra parte sono minori i costi percentuali di riparazione post-collisione, dal momento che sono per buona parte riciclabili, e non essendo dotati di motore che brucia combustibile liquido e dei conseguenti apparati necessari al suo funzionamento, sono più affidabili e richiedono una manutenzione minima.
Nell'uso reale, con percorrenze medie giornaliere ridotte, i veicoli elettrici possono percorrere circa 150 000 km con un singolo set di batterie, che durano in media circa 10 anni, quindi grosso modo con le tecnologie attuali la durata di vita della batteria e quella dell'auto coincidono. A causa dell'alto costo delle batterie, la durata di vita dell'auto elettrica è in genere limitata a quella delle batterie.

In Germania un utilizzatore (Hansjörg Gemmingen) di auto elettrica ha percorso 1,6 milioni di chilometri con la stessa macchina elettrica (Tesla Model S), dovendo sostituire 2 volte la batteria (terza batteria) e sostituire 7 volte i motori (arrivando all'8º motore).

### Consumi operativi
In base a fonti statunitensi, i veicoli elettrici hanno dei costi operativi, considerando solo il costo dell'energia, di circa 2,5 centesimi di euro per chilometro, mentre (sempre negli Stati Uniti, dove l'imposizione fiscale sulla benzina è ridotta o nulla) i veicoli tradizionali a benzina hanno costi operativi maggiori di più del doppio. In paesi come l'Italia, dove la benzina è fortemente tassata, la forbice si allarga e il costo per km dell'auto a benzina è da 3 a 4 volte superiore. Bisogna sottolineare come i costi dell'energia utilizzata per la ricarica è soggetto ad una grande forbice a seconda se si tratta di una ricarica domestica o tramite colonnine o colonnine rapide, le quali possono arrivare anche a 28,5 centesimi, circa 10 volte il costo di una ricarica domestica, oltre al fatto che possono verificarsi errori nell'attribuzione della tariffa corretta, il che rende la ricarica tramite colonnina meno conveniente rispetto al rifornimento di un veicolo termico.

### Gestione liquidi
Per il funzionamento di un veicolo elettrico potrebbe essere necessario gestire il liquido del motore (se del tipo a bagno d'olio e non a secco), della trasmissione se esso non è collegato direttamente alle ruote, ma anche le batteria se demanda la gestite termica tramite l'uso di liquidi.

### Acquisto del mezzo
Il prezzo delle auto elettriche in vendita è ancora decisamente alto, il che viene poi in parte compensato dai costi inferiori per l'alimentazione e la manutenzione.
Il maggior costo alla vendita delle auto elettriche in confronto alle vetture a motore a combustione interna ne ha consentito un'ampia diffusione solo nei paesi, come la Norvegia, dove lo stato concede generose sovvenzioni all'acquisto. Tuttavia, secondo una ricerca effettuata da Bloomberg New Energy Finance a inizio 2017, si prevede una progressiva diminuzione dei costi delle auto elettriche fino a renderle più economiche di quelle a combustione interna entro il 2030.

### Riparazioni
I costi relativi alle riparazione dei veicoli elettrici a batteria (BEV) sono tendenzialmente più onerosi rispetto ai veicoli loro omologhi ma con motore termico, questo maggiore costo è dovuto in parte alle operazioni specifiche e da adoperare per poter effettuare interventi sui veicoli elettrici a batteria, inoltre sono richiesti tempi superiori per le riparazioni.

### Rivendibilità
La rivendibilità dei veicoli elettrici a batteria e quindi del suo valore non segue le classiche dinamiche dei veicoli a motore termico, quindi non si basa sul chilometraggio e gli anni di vita, ma si basa principalmente sulla batteria ed in particolar modo sull'autonomia di guida e sulla capacità di mantenere la carica, dato che solo questo componente può rappresentare il 40% del valore complessivo del mezzo nuovo, le analisi sulla batteria non facilmente attuabile, sia per via dell'inaffidabilità dei sistemi di diagnosi ufficiali del veicolo, sia per la difficoltà nel far valutare la batteria da enti terzi, al riguardo l'austriaca Aviloo, che ha sviluppato un test indipendente per rivenditori e privati, ha scoperto che dopo 100.000 chilometri (62.140 miglia) la salute delle batterie EV può variare fino al 30%, anche l'agenzia di certificazione tedesca TUV Rheinland, ha lanciato Battery Quick Check, che è stato sviluppato in collaborazione con la startup Twaice, utilizzato in officine di auto in tutta la Germania e prevede il lancio in altri mercati.

Questa difficoltà del monitoraggio e la variabilità nell'usura della batteria e secondo AutoTrader, che ha citato come motivo di preoccupazione: "preoccupazioni dei consumatori sulla durata della batteria nei veicoli elettrici usati".

Secondo la startup EV Recurrent che si occupa di monitorare le batterie ha evidenziato che negli Stati Uniti il valore dei veicoli elettrici sono diminuiti del 32% su base annua, rispetto a un calo del 7% per i modelli con motore termico, mentre il valore dei veicoli elettrici usati nel Regno Unito sono diminuiti del 23% su base annua, mentre quelli dei modelli con motore termico sono saliti di almeno il 4%, mentre i dati di AutoTrader e Deutsche Automobil Treuhand mostrano che i valori residui per i veicoli elettrici di tre anni nel Regno Unito e in Germania sono inferiori di oltre 10 punti percentuali rispetto agli equivalenti con motore termico.

Oltre ai fattori citati in precedenza, anche la progressiva riduzione dei listini delle vetture elettriche a batteria contribuisce sul valore residuo dei mezzi elettrici.
Le vetture elettriche non risentono tutte allo stesso modo della svalutazione, infatti i modelli Tesla risentono meno della svalutazione, dove a partire dal terzo anno fino all'ottavo anno di vita presenta un andamento del valore residuo (in relazione al valore di partenza) pari a quello dei mezzi a motore termico.

### Sgravi politici
In diverse città le auto elettriche godono inoltre di vantaggi nella circolazione, come l'immunità da ogni blocco del traffico oppure parcheggi riservati (con colonnine di ricarica elettriche gratuite o a prezzi modici) oppure, in alcuni casi, diritto a circolare sulle corsie per bus e taxi, nonché libertà di accesso alle ZTL.

### Materie prime critiche
Un'auto elettrica al 2024 richiede circa 200 kg di materie prime critiche, una quantità da 4 a 6 volte maggiore di quella richiesta da un'auto a combustione interna. Si ricordano in particolare grafite, rame, cobalto, nickel, terre rare, litio e manganese (usati per la costruzione delle parti elettriche ed elettroniche).

## Impatto ambientale complessivo
L'impatto totale sull'ambiente va valutato considerando molteplici fattori. Un corretto approccio usa metodi di analisi che riscuotono oggi ampio consenso, con tecniche di valutazione del ciclo di vita considerando tutti gli effetti ambientali nelle diverse fasi che caratterizzano un prodotto (in particolare i consumi energetici, le emissioni climalteranti, la generazione di sottoprodotti inquinanti): dalla sua costruzione (includendovi i contributi per l'estrazione e purificazione delle materie prime e per la produzione della componentistica impiegata), alla fase d'uso (consumo di energia elettrica la cui generazione rilascia nell'ambiente CO2 responsabile dell'effetto serra e del riscaldamento globale) sino al conferimento in discarica, riciclo e/o trattamento dei sub-componenti.
Termini rilevanti riguardano l'inquinamento per la produzione delle batterie e per il loro ritrattamento quando esauste. La varietà di tipologie esistenti di batterie e il loro diverso impatto ambientale rendono tutt'oggi difficoltoso effettuare confronti e pervenire a valutazioni medie sul parco di veicoli in circolazione. Per le vetture elettriche è comunque assodato che le batterie, al pari di molti altri dispositivi elettrici ed elettronici odierni, sono responsabili del maggior termine di inquinamento, anche in ragione della loro criticità rispetto ad altri componenti del veicolo.
Le batterie risentono principalmente delle seguenti anomalie:
- urti meccanici, quali incidenti stradali o urti con detriti;
- problemi elettrici, come cortocircuiti, sovraccarichi elettrici, eccessiva scarica (abbandono o inutilizzo del mezzo per lunghi periodi) o avarie interne della batteria stessa;
- problemi termici, causati da temperatura eccessiva, che può svilupparsi in fase di ricarica o con uso molto intensivo, così come causabili da temperature ambientali non favorevoli, ma anche da un possibile degrado del sistema di raffreddamento, ove presente.

I maggiori inconvenienti paiono imputabili a incidenti stradali, il che ha portato molti costruttori a proteggere maggiormente il pacco batteria. Il livello di sicurezza sembra essere allineato a quello dei veicoli tradizionali, benché dati più precisi e attendibili richiedano un ampliamento delle statistiche e quindi l'attesa di una maggior espansione del mercato.
Riguardo alle batterie, i primi modelli presentavano consistenti effetti d'inquinamento ambientale da nichel e da cadmio, dovuti all'estrazione mineraria, alla fabbricazione della batteria, alla discarica con possibile successiva ossidazione, rottura, infiltrazione e dilavamento nel caso di non conferimento di batterie NiCd presso centri che li instradano a unità specializzate. Il problema si è superato proibendo o limitando questi composti nelle batterie, inoltre viene sempre più agevolato il ripristino o il riuso delle batterie per autotrazione per altri fini o il riciclo e recupero dei materiali ivi presenti anche se il loro trattamento, oltre a essere costoso, non è esente da rischi e da produzione d'inquinanti. Per quanto concerne la loro durata o vita utile, in genere essa viene garantita per 8 anni con una percorrenza reale stimabile in 150 000 km su 10 anni effettivi di utilizzo..
Riguardo all'inquinamento dovuto alla produzione delle batterie, uno studio del 2017 ha appurato come la produzione di una batteria agli ioni di litio per autotrazione (nell'ipotesi di un 50-70% di quota fossile nel mix elettrico) rilasci in media 150-200 chilogrammi di CO2 equivalente per chilowattora di batteria prodotta: nel caso di un autoveicolo elettrico con batteria da 100 kWh verrebbero rilasciate 15-20 tonnellate di diossido di carbonio per la sola produzione della batteria. Effettuando un paragone con mezzi a benzina o Diesel, questi ultimi, prima di arrivare a rilasciare tanto diossido di carbonio quanto la produzione della batteria stessa da 100 kWh, impiegherebbero (con percorrenza stimata di 1 224 miglia annuali, ossi circa 2 000 km/anno ed emissione stimata di 130 grammi di diossido di carbonio per chilometro) circa 8,2 anni. Tale risultanza va peraltro presa con cautela in ragione della pretesa scarsa percorrenza chilometrica e delle basse emissioni prese a riferimento per gli autoveicoli tradizionali.
In termini ambientali la produzione di energia elettrica, il suo trasporto, lo stoccaggio (ricarica e dispersioni dovute a auto-scarica) e il consumo finale per autotrazione risulta essere vantaggioso in termini di impatto ambientale rispetto all'uso di carburanti tradizionali (benzina e gasolio). Nell'ipotesi di elettricità prodotta prevalentemente da fonti rinnovabili vi è un evidente vantaggio in termini di inquinamento. Nel caso odierno di elettricità prodotta in Italia per il 65% da fonti non rinnovabili (combustibili fossili), tale vantaggio pur riducendosi resta valido sia in generale sia, più in dettaglio, per la maggior parte dei paesi europei compresa l'Italia.
In sintesi, nell'uso quotidiano e per spostamenti locali il mezzo elettrico può permettere un abbattimento della produzione di inquinanti, i quali vengono in buona misura delocalizzati nelle centrali di produzione dell'energia elettrica. Al contrario una maggior quantità di risorse e di inquinanti rilasciati è associata alla fase di produzione e smaltimento del veicolo elettrico, così come evidenziato in studi sul ciclo di vita (escludendo lo smaltimento della batteria). Ipotizzando una vita utile di 270 000 km si ha un guadagno contenuto rispetto a mezzi equivalenti a benzina, mentre si arriva addirittura a inquinare di più in confronto con mezzi a benzina leggermente più compatti. Nel caso di confronto con mezzi convertiti a metano il verdetto resta però a favore di questi ultimi.
Un vantaggio potenziale dei mezzi elettrici rispetto a quelli tradizionali è nella guida in situazioni congestionate con lunghe soste o ad andatura molto ridotta, tipici delle grandi città ad alta densità di traffico. In questo caso i mezzi elettrici permettono di abbattere l'energia utilizzata per il trasporto e non producono localmente inquinanti durante o per l'uso del mezzo. In queste situazioni un equivalente mezzo a motore termico ha rendimento molto basso e, benché possano ridursi gli sprechi con dispositivi start e stop di riaccensione del motore, si produce comunque forte inquinamento locale dell'aria, anche per la riduzione di efficacia dei dispositivi catalitici.
Per la stessa ragione un mezzo elettrico è invece poco conveniente in situazioni di traffico scorrevole ad andatura costante o sostenuta, in quanto nel complesso il mezzo utilizzerà una maggiore quantità d'energia. In particolare il riscaldamento dell'abitacolo (che nei mezzi tradizionali avviene col calore già presente nel motore) risulta invece particolarmente energivoro nei veicoli elettrici.
In considerazione dei vari vantaggi e limitazioni elencati, i veicoli ibridi misti possono porsi come alternativa sia a quelli tradizionali sia a quelli puramente elettrici, permettendo un uso a più ampio spettro e maggior versatilità e adattabilità alle varie situazioni.
In Europa l'impatto ambientale delle automobili rispetto alle emissioni totali (2,8 Gt) rappresentano con 0,34 Gt il 12 % del totale (0,9 % se rapportate le automobili europee con l'emissione a livello globale di 36,8 Gt), mentre tutti i trasporti su gomma con 0,56 Gt rappresentano il 20%, mentre tutti i trasporti con 0,8 Gt rappresentano il 28,5% del totale (circa un quarto del totale).

Andando a considerare tutti i fattori che ruotano attorno ai mezzi di trasporto, come produzione, utilizzo, produzioni correlate (elettricità, ecc), smaltimento, le auto elettriche emettono complessivamente meno CO2 delle automobili con motori a combustione interna; più nel dettaglio producono il 19% in meno delle auto a benzina, il 18% in meno delle auto diesel ed il 9% in meno delle automobili ibride.

Incrociando i dati con le emissioni dei trasporti, in particolare delle sole automobili, nel caso si verifichi la sostituzione completa di esse con veicoli elettrici si avrebbe una riduzione pari a 0,0629 Gt delle emissioni, corrispondenti al 2,24% delle emissioni totali europee.